# 联合国安全理事会第1367号决议
联合国安全理事会第1367号决议是联合国安理会于2001年9月10日获一致通过的一项有关科索沃局势的决议。安理会在决议中回顾其第1160号（1998年）、1199号（1998年）和第1203号（1998年）决议，并特别重申第1244号（1999年）和第1345号（2001年）决议，注意到科索沃已经撤回部队并开始进行政治对话，决定终止对南斯拉夫联盟共和国（塞尔维亚和黑山）的武器禁运。
安全理事会注意到其第1160号决议所列的各项条件已经得到满足，还注意到沿科索沃行政边界和南斯拉夫联盟共和国部分边界严峻的安全局势，同时强调秘书长的特别代表继续有权控制军火流入科索沃。秘书长科菲·安南指出，南联盟已经允许人道主义组织与联合国人权事务高级专员进入科索沃。
安理会根据《联合国宪章》第七章采取行动，决定终止武器禁运并解散负责监督制裁的安全委员会。

## 拓展
- 科索沃战争
- 南斯拉夫的战争